# Роберт Абаджян
Роберт Александрович Абаджян (вірм. Ռոբերտ Ալեքսանդրի Աբաջյան, нар. 16 листопада 1996, Єреван, Вірменія — пом. 2 квітня 2016, Нагірний Карабах) — молодший сержант, посмертно Герой Арцаха.
Роберт Абаджян народився 16 листопада 1996 року в Єревані, молодший з двох дітей. У 2003 році пішов у Єреванську основну школу № 147, яку закінчив у 2012. Того ж року вступив до Єреванського Державного Базового Медичного Коледжу, которий закінчив у 2014, отримавши спеціальність зубного техніка. У 2014 році вступив до Медичного інституту імені Матері Терези.
Роберт Абаджян пішов на обов'язкову військову службу за призовом 2014. Загинув під час військових дій в Нагірному Карабаху (1-2 квітня 2016), захищаючи бойовий пост, розташований в Мартакертському напрямку.